# Radhi Jaïdi
Radhi Ben Abdelmajid Jaïdi (Tunis, 30 augustus 1975) is een Tunesisch voetbaltrainer en voormalig voetballer die speelde als centrale verdediger. Zijn laatste club was Southampton, waar hij zijn loopbaan beëindigde in 2012.

## Spelerscarrière

### Espérance
De professionele carrière van Jaïdi begon in 1993 bij de Tunesische topclub Espérance Sportive de Tunis. Bij Espérance zou hij uitgroeien tot een van de grote mannen van de club. Hij was een basisspeler en vanwege zijn goede prestaties maakte hij in 1996, op twintigjarige leeftijd, zijn debuut in het Tunesische nationale team. In totaal zou hij tien seizoenen uitkomen voor Espérance. Met de Tunesiërs werd Jaïdi acht keer landskampioen. In 2004 besloot mocht hij de club transfervrij verlaten en werd hij overgenomen door een Engelse subtopper. In totaal speelde Jaïdi 288 wedstrijden voor Espérance, waarin hij twintig keer scoorde.

### Bolton Wanderers
In de zomer van 2004 mocht Radhi Jaïdi zich voor het eerst melden bij zijn nieuwe club, Bolton Wanderers. Met zijn transfer naar de Engelse club was hij de eerste Tunesiër ooit in de Premier League. In zijn eerste seizoen bij Bolton was hij een vaste waarde in het team van de toenmalige trainer Sam Allardyce. Hij vormde een verdediging samen met de Jamaicaan Ricardo Gardner, de Engelsman Nicky Hunt en de Fransman Bruno N'Gotty. Alhoewel hij in zijn tweede seizoen bij de Wanderers minder vaak in actie kwam was hij toch nog belangrijk voor het team. Onder andere dankzij Jaïdi behaalde Bolton een zesde en een achtste plaats in de competitie in de twee seizoenen dat hij deel van het team uitmaakte. Beiden gaven recht op het spelen in de UEFA Cup. Hierdoor maakte hij ook zijn debuut in het Europese voetbal. In 2006 mocht Jaïdi transfervrij vertrekken, omdat Sam Allardyce de gemiddelde leeftijd van zijn team naar beneden wilde halen. Radhi Jaïdi speelde 43 wedstrijden voor "The Trotters" en scoorde daarin acht keer.

### Birmingham City
Na het vertrek bij Bolton verhuisde Radhi Jaïdi naar een andere Engelse club, namelijk Birmingham City, dat het seizoen ervoor gedegradeerd was naar het Football League Championship. Hij kwam daar te spelen met een oude bekende van Bolton, Bruno N'Gotty en zijn landgenoot Mehdi Nafti. Net als bij Bolton was Jaïdi ook bij Birmingham direct een vaste waarde. Mede dankzij hem waren de Blues in staat na een seizoen meteen weer te promoveren. In het seizoen 2007/08 kwam de Nederlander Daniël de Ridder, overgekomen van Celta de Vigo, bij hem in het team.

### Interlandcarrière
In 1996 maakte Jaïdi zijn debuut voor het Tunesisch nationale elftal; sindsdien was hij een vaste waarde in het elftal. Hij maakte onder andere deel uit van de selecties die meededen aan het WK van 2002 in Japan en Zuid-Korea en het WK van 2006 in Duitsland. Daarnaast won hij er de CAF Africa Cup of Nations ten koste van Marokko. In 2006 keerde Jaïdi Tunesië de rug toe, maar later keerde hij op die beslissing terug. Jaïdi klokte uiteindelijk af op 105 interlands, waarin hij zeven keer scoorde.

## Trainerscarrière

### Southampton
Na zijn spelerscarrière ging Jaïdi aan de slag als jeugdtrainer bij zijn voormalige club Southampton, eerst als assistent van Martin Hunter bij het elftal onder 21 en vervolgens als hoofdtrainer bij het elftal onder 23.

### Hartford Athletic
In november 2019 werd hij hoofdtrainer van het Amerikaanse Hartford Athletic, uitkomend in de USL Championship. De club uit Hartford werd dat seizoen groepswinnaar in de USL Championship, waardoor het voor het eerst in zijn geschiedenis de play-offs bereikte, maar daarin sneuvelde het in de kwartfinale tegen Saint Louis. In oktober 2020 verliet hij de club na een seizoen.

### Cercle Brugge
In het voorjaar van 2021 werd hij assistent-trainer bij het Belgische Cercle Brugge, uitkomend in de Eerste klasse A. Hij werkte er onder hoofdtrainer Yves Vanderhaeghe, tegen wie hij nog had gespeeld op het WK 2002. Paul Mitchell, sportief directeur van Cercle's moederclub AS Monaco, kende de Tunesiër nog van bij Southampton FC.

### Espérance de Tunis
In augustus 2021 tekende Jaïdi een driejarig contract als hoofdtrainer bij Espérance de Tunis, uitkomend in de Ligue 1.
Op 25 september 2021 won hij met zijn team zijn eerste prijs door CS Sfaxien te verslaan in de supercup.
Op 8 juni 2022 werd hij ontslagen wegens slechte resultaten na vroegtijdige uitschakeling in de Tunesische Beker.

### Cercle Brugge
Na zijn ontslag haalde het Belgische Cercle Brugge, uitkomend in de Eerste klasse A. hem terug als assistent-trainer onder hoofdtrainer Muslic. Vanaf 1 juli 2024 wordt hij hoofdtrainer bij het Algerijnse Paradou AC.

## Erelijst
Als speler
 Espérance de Tunis
- Ligue Professionnelle 1: 1993/94, 1997/98, 1998/99, 1999/00, 2000/01, 2001/02, 2002/03, 2003/04
- Beker van Tunesië: 1996/97, 1998/99
- Supercoupe du Tunisie: 2001
- CAF Champions League: 1994
- African Cup Winners' Cup: 1998
- CAF Cup: 1997
- CAF Super Cup: 1995
- Arab Super Cup: 1996

 Southampton
- Football League Trophy: 2009/10

 Tunesië
- CAF Africa Cup of Nations: 2004

Als trainer
 Espérance de Tunis
- Supercoupe du Tunisie: 2021